# Justin Hawkins
Justin Hawkins (* 17. března 1975, Chertsey) je hard rockový zpěvák a kytarista, který působí v hudební skupině The Darkness. Hawkins je ve své tvorbě oblivněn klasickým rockem 70. a 80. let 20. století, kapelami jako např. Queen, AC/DC, Aerosmith nebo Def Leppard. Je známý svým velmi vysokým hlasem.
V roce 2003 založil hudební skupinu The Darkness, která se ovšem v roce 2006 rozpadla a to především zásluhou právě Hawkinse. S The Darkness stihl vydat 2 studiová alba. Roku 2003 začal užívat drogy a stal se na nich závislým; 11. října 2006 se přiznal, že utratil 150 000 liber. Kapelu znovuobnovil v roce 2012, vydal s ní doposud další dvě alba.